# Taça Federação Portuguesa de Futebol
A Taça Federação Portuguesa de Futebol, por vezes abreviada Taça FPF, foi uma competição organizada pela Federação Portuguesa de Futebol. Houve uma edição exclusiva para cada uma das três principais divisões portuguesas, resultando em três campeões de diferentes divisões.
Esta prova realizou-se apenas na época 1976–77, tendo tido como vencedores o Braga da 1ª Divisão, o Barreirense da 2ª Divisão e o Bragança da 3ª Divisão.

## Quadro de campeões
| Época   | Campeões   | Campeões       | Campeões    |
| Época   | 1ª Divisão | 2ª Divisão     | 3ª Divisão  |
| ------- | ---------- | -------------- | ----------- |
| 1976–77 | SC Braga   | FC Barreirense | GD Bragança |